# Пучоаса
Пучоаса (рум. Pucioasa) је варош у средишњем делу Румуније, у историјској покрајини Влашка. Пучоаса је четврти по важности град у жупанији Дамбовица.
Пучоаса према попису из 2021. има 12.953 становника.

## Географија
Пучоаса налази се у средишњем делу покрајине Влашке. Од седишта државе, Букурешта, Пучоаса је удаљена око 100 км северно.
Град лежи на реци Јаломици, у области јужних Карпата. Надморска висина града је приближно 400 метара.
Површина вароши износи 40,84 .

## Становништво
| 1930. | 1948. | 1956. | 1966.  | 1977.  | 1992.  | 2002.  | 2011.  | 2021.  |
| ----- | ----- | ----- | ------ | ------ | ------ | ------ | ------ | ------ |
| 5.772 | 4.643 | 9.259 | 11.212 | 13.555 | 16.601 | 15.263 | 14.254 | 12.953 |

Пучоаса је трећи највећи град у жупанији Дамбовица. На попису 2021. године имала је 12.953 становника, за 1.301 мање (-9,13%) од претходног пописа, 2011. године, на ком је било 14.254 становника.
Према попису из 2021. већину становништва су чинили Румуни (89,82%).
| Етнички састав према попису из 2021.‍ | Етнички састав према попису из 2021.‍ | Етнички састав према попису из 2021.‍ | Етнички састав према попису из 2021.‍ | Етнички састав према попису из 2021.‍ |
| ------------------------------------ | ------------------------------------ | ------------------------------------ | ------------------------------------ | ------------------------------------ |
|                                      |                                      |                                      |                                      |                                      |
| Румуни                               | Румуни                               |                                      | 11.634                               | 89,82%                               |
| Роми                                 | Роми                                 |                                      | 42                                   | 0,32%                                |
| Остали                               | Остали                               |                                      | 16                                   | 0,12%                                |
| Непознато                            | Непознато                            |                                      | 1.261                                | 9,74%                                |

### Насеља
Варош се састоји из седам насеља, Бела, Глодени, Дијаконешти, Малуриле, Микулешти, Пучоаса и Пучоаса-Сат.
| Насеље        | Румунски назив | Становништво | Становништво |
| Насеље        | Румунски назив | 2011.        | 2021.        |
| ------------- | -------------- | ------------ | ------------ |
| Бела          |                | 518          | 409          |
| Глодени       |                | 1.222        | 1.080        |
| Дијаконешти   |                | 490          | 430          |
| Малуриле      |                | 152          | 134          |
| Микулешти     |                | 464          | 394          |
| Пучоаса       |                | 11.009       | 10.077       |
| Пучоаса-Сат   |                | 399          | 429          |
| Варош Пучоаса |                | 14.254       | 12.953       |